# Чајкино брдо
Чајкино брдо је једно од просторно културно-историјских целина које се налази у Врњачкој Бањи. Настало је у XIX веку између Врњачке и Липовачке реке и законом је заштићено од 1990. године.

## Положај и изглед
Чајкино брдо је раније носило назив Црквено или Александрово брдо, а крајем XIX века називано је и кршом романтичке лепоте. Брдо се одликује бујном вегетацијом. Почетком XX века, а потом и у периоду између два светска рата, на брду су се градиле породичне куће, виле веома посебне архитектуре и приватни пансиони. Многе парцеле на брду су и данас остале у непромењеном облику.
Из групе објеката издваја се грађевина позната под именом Црвени крст. Црвени крст је легат Јелисавете и Обрена Јанковића из Крагујевца. Објекат је намењен лечењу и опоравку инвалида који су подлегли повредама током Првог светског рата. Црвени крст се налази у комплексу са црквом Рођења Пресвете Богородице која је саграђена 1862. године. Ктитор цркве је Хаџи Јефтимије Поповић. Током времена црква је и обновљена, али је и после обнове задржала неке првобитне карактеристике. Обимни рестаураторски радови на иконостасу извршени су током 2010. и 2011. године.